# Jouttikero
Jouttikero är en kulle i Finland. Den ligger i Rovaniemi i landskapet Lappland, i den norra delen av landet, 700 km norr om huvudstaden Helsingfors. Toppen på Jouttikero är 280 meter över havet.
Terrängen runt Jouttikero är huvudsakligen platt. Jouttikero ligger uppe på en höjd som går i öst-västlig riktning. Runt Jouttikero är det mycket glesbefolkat, med 2 invånare per kvadratkilometer.